# ناحية الرزازة
ناحية الرزازة أو قرية بن هذال هي مقاطعة عراقية رقمها 64، في الصوب الشمالي الغربي لفرع الرشيدية من قناة الحسينية في جنوب هور أبي دبس جنوب غرب مدينة كربلاء، في قضاء الحر بمحافظة كربلاء بالعراق، أعطتها الدولة العثمانية للشيخ فهد بن عبد المحسن الهذال، شيخ عنزة، ليزرعها ويُسكن عشيرته فيها فكان الشيخ عبد المحسن ينزل بالرزازة هو وعشيرته أياماً ويرحل عنها أياماً، قال محمد سعيد الراوي المتوفى عام 1936م في كتابه (الأسر العلمية في بغداد) "الرزازة موضع عند كربلا تنزله عشائر عنيزة وقد أعطيت هذه المقاطعة إلى رئيس العشيرة عبد المحسن الهذال ليزرعها ويُسكن عشيرته فيها"، ثم صارت الرزازة قضاءً ذا درجة ثالثة في سنة 1876م، وصار مركز القضاء هو قصبة الرزازة نفسها، وحيئنذٍ استقطعت مساحة 3000 كيلومتر مربع من قضاء النجف، ووألفين كيلومتر من قضاء الهندية لتشكيل قضاء الرزازة، وأولُ مرة ذُكرت الرزازة بصفتها قضاء كانت سنة 1880م في سالنامه الدولة العثمانية، وعَيّنت الدولة العثمانية الشيخَ فهد بن عبد المحسن الهذالَ أولَ قائم مقام لها سنة 1881م. قال سامي المنصوري في كتابه (التقسيمات الإدارية في لواء كربلاء) "والعامل السياسي كان سبباً في استحداث قضاء الرزازة من أجل إخضاع عشائر هذه المنطقة لسلطة الدولة العثمانية"، وقال سليم طه التكريتي إن الرزازة قد "اعتبرت إحدى أقضية كربلاء نظراً لكثرة العشائر التي كانت تقطن فيها"، وظلت الرزازة قضاء حتى حدثت ثورة العشرين سنة 1920م فاضطرّ الانتداب البريطاني إلى تغيير إداري، تضمن إلغاء قضاء الرزازة. لم ترتبط ناحية بقضاء الرزازة،وقال في كتابه (جغرافية الممالك العثمانية) إن لواء كربلاء يتبعه "قضاء الرزازة: هو على شمال غرب كربلاء على مسافة 6 ساعات ومِن ملحقاته ناحية الشفاتية وشمال غرب ناحية الرحالية"، المسافة 11 كيلومتراً بين مدينة كربلاء ومقاطعة الرزازة. وقال أنستاس الكرملي في لغة العرب لأحداث تشرين الثاني 1913م "كانت الحكومة السابقة أهدت عبد المحسن رئيس عنزة مقاطعةَ الرزازة من ملحقات لواء كربلاء التي تبلغ وارداتها نحو ٦ آلاف ليرة وقد أخذَ اليومَ ابنُهُ فهد بك يُسكن العشائر فيها ليجعلها قضاء تستفيد من وارداته الحكومةُ، وقد جعلَ اليومَ فيها النَعَم والغَنَم ريثما يتسنى له تحقيق الأمنية وعلى الله الاتكال". وقال علي الهاشمي في كتابه (الحسين في طريقه إلى الشهادة) "وقد ظهر لي بالسؤال من أهل تلك النواحي، والنقل عن أهل الخبرة من أهل العلم أنّ بها موضعين، كلّ واحد منهما يُقال له: كربلة (بالتفخيم)؛ أحدهما : ما وصفه لي بعض المطّلعين أنّه في بادية كربلاء، يبعد عن البلدة مقدار ستة أميال تقريباً إلى الجنوب الشرقي من قرية (الرزّازة) (قرية ابن هذّال) أحد زعماء عنزة".

## تخصيص الرزازة
أصدر السلطان العثماني عبد الحميد الثاني في الثالث والعشرين من المحرم سنة 1294 الهجرية كتاباً إلى الإدارة السَنية، ذُكر فيه أن عشيرة عنزة، ولا سيما فرقة آل هذال يسكنون منطقة الرزازة في لواء كربلاء، وتشجيعاً لهم على الاستقرار والزراعة خُصصت للعشيرة أراضي، كما خُصص راتب شهري 2600 قرش لشيخ العشيرة، وبُعث إليهم الشيخ طه الشوّاف مُعلّماً، راتبه 1500.

## السكان
قال عبد الجبار فارس في كتابه (عامان في الفرات الأوسط) المنشور سنة 1353 هـ "عشائر لواء كربلاء: ليس في هذا اللواء عشائر ذات أهمية نظراً لقلة الأراضي الزراعية فيه وأهم العشائر التابعة له هي:- عنزة- أفرادٌ من عشيرة عنزة الأصليين، مسكنهم أراضي الرزازة الواقعة على قناة الحُسينية يبلغ نفوسهم 3000 نسمة ونخوتهم (وايل)".

## التقسيم الإداري للرزازة
| المقاطعة       | الناحية            | القضاء           | اللواء        | الولاية     | الدولة                                    | الفترة        |
| مقاطعة الرزازة |                    |                  | لواء كربلاء   | ولاية بغداد | العراق العثماني                           | -1876         |
| مقاطعة الرزازة | قصبة الرزازة       | قضاء الرزازة     |               | ولاية بغداد | العراق العثماني ثم الانتداب البريطاني     | 1876 - 1920   |
| مقاطعة الرزازة |                    |                  | لواء كربلاء   |             | حكومة النقيب العراقية ثم المملكة العراقية | 1920 - ؟      |
| مقاطعة الرزازة | ناحية الحسينية     | قضاء كربلاء      | لواء كربلاء   |             | المملكة العراقية                          | 1942م - ؟     |
| مقاطعة الرزازة | ناحية الحر         | مركز قضاء كربلاء | محافظة كربلاء |             | الجمهورية العراقية                        | 2 شباط 1970 - |
| مقاطعة الرزازة | مركز ناحية الرزازة | قضاء عين التمر   | محافظة كربلاء |             | جمهورية العراق                            | 2008 -        |

في 1 كانون الثاني سنة 1981 استحدث قسم بلدي في منطقة الرزازة تابعاً لبلدية كربلاء، وفي 1 كانون الثاني سنة 1985 فُكّ ارتباط بلدية الرزازة ببلدية كربلاء وألحقت بلديتها ببلدية ناحية الحُرّ.

## سدة الرزازة
ذكر الدكتور أحمد سوسة أنه في سنة 1943م ارتفع منسوب المياه في منخفض أبي دبس فبلغَ 22.89 متراً فكان تأثير ذلك أن غُمِرَ قسم غير قليل من أراضي الرزازة الواقعة في ذنائب جدول الحسينية في الجانب الشرقي من المنخفض، الأمر الذي حمل الحكومة على استملاك هذه الأراضي باعتبارها مُعرّضة للانغمار بمياه المنخفض، وقد أنشئت سدّة ترابية في حدود منطقة الرزازة لوقايتها ووقاية الأراضي المجاورة لمدينة كربلاء من الغرق، وتُعرف هذه السدّة بسدّة الرزازة.

## آثار الرزازة
- تل أم اللبن
- تل أم طربال
- تل مقبرة الرزازة.[18]

## قائمو مقامات الرزازة ومُدراؤها
| الاسم                            | الفترة | المنصب                | المحافظة                  | الدولة                              |
| عبد المحسن بيك الهذال            |        | رئيس عشيرة            | ولاية بغداد - لواء كربلاء | العراق العثماني                     |
| فهد بن عبد المحسن الهذال         | 1876م  | رئيس عشيرة وقائم مقام | ولاية بغداد - لواء كربلاء | العراق العثماني ثم المملكة العراقية |
| محروت بن فهد العبد المحسن الهذال |        | رئيس عشيرة وقائم مقام | لواء كربلاء               | المملكة العراقية                    |

## استملاك الرزازة
ذكرَ حاكم محكمة بداءة كربلاء أحمد جمال الدين في كتابه (قانون استملاك الأموال غير المنقولة رقم 43 لسنة 934) المنشور سنة 1948 أن أراضي الرزازة واقعة في ناحية الحسينية في جنوب بحيرة الحبانية تسلسل 134 مساحتها 37364 مشارة عائدة إلى الشيح محروث الهذال وشركاه، وذكر أن محكمة التمييز أصدرت قراراً بتاريخ 10-10-42 بتمامية استملاك أراضي الرزازة بمبلغ واحد وعشرين ألف دينار، ثم قال "وعليه ولمّا كانت المعاملة الجارية تعتبر كأن لم تكن بالنظر إلى مخالفتها للقانون قرر نقض الحكم المميز وإعادة الأوراق إلى المحكمة" في 16 تشرين الثاني سنة 1943م.
وقال بول برستن ومايكل بارترج في كتابهما (الوثائق البريطانية للشؤون الخارجية) إن أراضي الرزازة لمحروت الهذال استُملكت لهور أبي دبس بين سنة 1944 و1945م ومِن التعويض الوافِر الذي استلمه محروت اشترى له أراضي أخرى قريبة من كربلاء.